# ستيب أب (سلسلة أفلام)
ستيب أب هي سلسلة من أفلام الرقص والرومانسية والدراما التي أنشأها دوان أدلر. الفيلم الأول، ستيب أب، من إخراج آن فليتشر، وصدر في عام (2006). وقد قام جون ماتشو بإخراج ستيب أب 2: الشوارع (2008) وستيب أب ثري دي (2010). بينما قام بإخراج الفيلم الرابع ستيب أب ريفلوشن (2012) سكوت سبير، والفيلم الخامس ستيب أب: الكل معنا (2014)، كان من إنتاج تريش سييلو.

## الأفلام

### ستيب أب (2006)
تايلر غيج (تشانينج تاتوم) يحصل على فرصة العمر بعد تخريب مدرسة الفنون المسرحية، وكسبه لفرصة أخذ منحة دراسية والرقص مع راقصة نورا (جينا ديوان).

### ستيب أب 2: الشوارع (2008)
تحدث شرارات رومانسية بين اثنين من طلاب الرقص من خلفيات مختلفة في مدرسة ماريلاند للفنون.

### ستيب أب ثري دي (2010)
مجموعة من راقصي الشوارع في مدينة نيويورك، يجدون أنفسهم أمام أفضل راقصي الهيب هوب في العالم في مواجهة عالية المخاطر.

### ستيب أب ريفلوشن (2012)
قصة الفيلم عن ايميلي (كاثرين ماكورميك) حيث تصل إلى ميامي وتتطلع لأن تصبح راقصة محترفة، فتقابل سيان (رايان جوزمان) وتعجب به لتنضم لطاقم الرقص الخاص به.

### الخطوات الساخنة: الكل معنا (2014)
كل النجوم من ستيب أب السابقة عملوا معا للتألق في لاس فيغاس، الذين يقاتلون من أجل أحلامهم وحياتهم المهنية.